# 摩尼教敦煌漢語文書
摩尼教敦煌漢語文書是指三份發現於敦煌莫高窟藏經洞的唐朝摩尼教寫本，分別是：
- 下部讚
- 摩尼教殘經
- 摩尼光佛教法儀略